# 盧卡斯·普拉普
盧卡斯·普拉普（英語：Lucas Plapp，2000年12月25日—），澳洲單車運動員，他代表澳洲隊參加了日本舉行的2020年夏季奧林匹克運動會，並且在男子團體追逐賽上獲得銅牌。